# Fuzzy Zoeller
Frank Urban "Fuzzy" Zoeller Jr., conhecido como Fuzzy Zoeller (11 de novembro de 1951), é um jogador profissional de golfe dos Estados Unidos. Ele foi campeão do Masters de Golfe em 1979 e o US Open em 1984.

## Títulos

### Torneios Major´s (2)
| Ano  | Campeonato       | Resultados      | Margem  | Vice-campeão         |
| ---- | ---------------- | --------------- | ------- | -------------------- |
| 1979 | Masters de Golfe | 70-71-69-70=280 | Playoff | Ed Sneed, Tom Watson |
| 1984 | US Open          | 71-66-69-70=276 | Playoff | Greg Norman          |